# Elisabeth Pähtz
Elisabeth Pähtz (Erfurt, 8 de enero de 1985) es una ajedrecista alemana, que tiene el título de Gran Maestro (GM) desde 2021. En el ranking de la Federación Internacional de Ajedrez (FIDE) de julio de 2015 tenía un Elo de 2463 puntos, lo que la convertía en el jugador número 77 (en activo, absoluto) de Alemania, y la número 1 femenina absoluta del país. Su máximo Elo fue de 2493 puntos en la lista de julio de 2012 (posición 1000 en el ranking mundial). En septiembre de 2015 se casó con el Maestro Internacional italiano, Luca Shytaj. Se separaron tres años después, en 2018.

## Trayectoria y resultados destacados
Pähtz fue entrenada desde muy pequeña por su padre, Thomas Pähtz, que es también ajedrecista y Gran Maestro Internacional. A los nueve años ganó su primer Campeonato de Alemania Sub-11 y en 1999 se convirtió en Campeona femenina de Alemania. A nivel internacional, en 2002 ganó el Campeonato del Mundo femenino Sub-18, y en 2005 el femenino mundial Sub-20. El mismo año fue 16.ª en el Campeonato de Europa individual femenino celebrado en Dresde. Obtuvo el título de Gran Maestro Femenino (WGM) desde 1998, y el de Maestro Internacional desde 2004.
Pähtz ha jugado para el equipo femenino de Alemania en diez olimpiadas de ajedrez entre 1998 y 2016. También jugó con su país en el Campeonato Mundial de ajedrez por equipos en 2007, obteniendo la medalla de bronce individual y en nueve Campeonatos de Europa de ajedrez por equipos entre 1999 y 2015, donde también ganó una medalla de bronce individual con el segundo tablero en 2001 en León (España).